# Поньон, Кристоф
Кристоф Поньон (фр. Christophe Pognon; род. 11 октября 1977, Котону) — бенинский теннисист. Участник летних Олимпийских игр 2000 года.

## Биография
Кристоф Поньон родился 11 января 1977 года в бенинском городе Котону.
Ни разу в карьере не выступал на турнирах выше челленджеров ATP, не участвовал в турнирах Большого шлема. Высшей в карьере позиции в рейтинге ATP достиг 27 августа 2001 года, заняв 804-е место.
В 2000 году вошёл в состав сборной Бенина на летних Олимпийских играх в Сиднее, получив место в турнире благодаря уайлд-кард. В одиночном разряде в 1/32 финала проиграл второму номеру посева Густаво Куэртену из Бразилии — 1:6, 1:6.
В 1994—1999, 2003 и 2010—2011 годах выступал за сборную Бенина в зональных соревнованиях Кубка Дэвиса. Одержал 18 побед и потерпел 18 поражений в одиночном разряде, дважды выиграл и четырежды проиграл в парном разряде.